# Хайнрих I фон Текленбург
Хайнрих I фон Текленбург (на немски: Heinrich I von Tecklenburg, * 1115, † 22 ноември 1156) е от 1150 г. до смъртта си граф на Текленбург.

## Биография
Той е син на граф Екберт I фон Текленбург (1090 – 1150) и втората му съпруга Аделхайд фон Цутфен-Гелдерн (1080 – 1156), дъщеря на граф Герхард II фон Гелдерн.
През 1150 г. той последва баща си като граф на Текленбург и става васал на епископите на Мюнстер и Оснабрюк, с които има множество конфликти. Той има собствености в цяла Вестфалия и Фризия и през 1154/1155 г. е с император Фридрих I Барбароса в Италия.

## Фамилия
Хайнрих I се жени за Ейлика (Хайлвиг) фон Олденбург (1126 – 1189), дъщеря на граф Егилмар II. Те имат син:
- Симон I (1140 – 1202), граф на Текленбург (1156 – 1202), женен за Ода фон Берг-Алтена (1145 – 1224)